# Librán (Baleira)
Librán (llamada oficialmente Santa Mariña de Librán) es una parroquia española del municipio de Baleira, en la provincia de Lugo, Galicia.

## Organización territorial
La parroquia está formada por quince entidades de población, constando catorce de ellas en el nomenclátor del Instituto Nacional de Estadística español:

### Entidades de población
Entidades de población que forman parte de la parroquia:
- A Carraceira
- Aldegunde
- A Pereira
- A Ponte
- Barcias
- Catatrigo
- Cerreda
- Golpilleira (A Golpilleira)
- O Foxo
- Penas
- Saíme
- Soumede
- Vilares

### Despoblados
Despoblados que forman parte de la parroquia:
- O Chao
- O Ventorro

## Demografía
| Gráfica de evolución demográfica de Librán entre 2000 y 2019 |
|                                                              |
| Datos según el nomenclátor publicado por el INE.             |